# Josef Markovský
Josef Markovský (Ostrava, 26 februari 1922 – ?, 23 juli 2007) was een Tsjechisch componist, dirigent, radioproducent en typograaf.

## Levensloop
Markovský werd geboren in een mijnwerkersfamilie. Al in zijn jeugd speelde hij in het harmonieorkest van de mijn mee. Later werd hij typograaf, maar zijn grote bewondering ging uit naar de muziek. Na de Tweede Wereldoorlog werd hij dirigent van het harmonieorkest in Ostrava. In 1955 leidde hij eveneens het harmonieorkest van de mijn Petr Bezruč ook in Ostrava. Binnen dit orkest richtte hij de blaaskapel Bezručovanka op, die optredens in het studio Ostrava van de Tsjechische omroep verzorgde. Zo kwam hij in contact met de radio, en werkte later als producent binnen deze omroepmaatschappij. 
Hij componeerde ook verschillende werken voor harmonieorkest. Samen met Tomáš Hančl is hij auteur van een boek over de geschiedenis van de mijnwerkerskapel in Ostrava.

## Composities

### Werken voor harmonieorkest
- Havířské štěstí
- Hornický karneval
- Hvězdy nad Ostravou
- Krasavice na Dunaji
- Majoretky Idou
- Nošovická polka
- Ostravě zdar
- Pochod havíru
- Slezská země
- Zpivej si s námi

## Publicatie
- Z historie hornických dechových hudeb OKD, Ostrava, OKD, 1997 (samen met Tomáš Hančl)